# ماكسيميليانو هيرنانديز مارتينيز
ماكسيميليانو هيرنانديز مارتينيز (بالإسبانية: Maximiliano Hernández Martínez) (و. 1882 – 1966 م) هو سياسي من السلفادور ولد في السلفادور.